# 비치레부섬
비치레부섬(피지어: Viti Levu, IPA: [ˈβitʃi ˈleβu])은 태평양 남부에 위치한 피지의 섬으로, 피지에서 가장 큰 섬이다. 면적은 10,388km2이며 길이는 146km, 넓이는 106km이다.
피지의 수도인 수바가 위치한다. 비치레부섬에서 가장 높은 곳은 피지에서 가장 높은 산인 토마니비산(Mt. Tomanivi, 해발 1,324m)이다. 행정 구역상으로는 서부구(바주, 난드로가나보사주, 라주)와 중부구(나이타시리주, 나모시주, 레와주, 세루아주, 타일레부주)에 속한다. 비치레부섬에 위치한 주요 도시로는 수바, 라우토카, 난디, 나우소리, 바 등이 있다.